# ギャビン・ウォーカー
ギャビン・ウォーカー（Gavin Walker、1983年10月13日 - ）は、イギリスの車いすラグビー選手。イングランドロザラム出身。

## 略歴
2003年、消防士になるも首の故障で2010年、車いすラグビーを始める。
2016年、リオデジャネイロパラオリンピック競技大会イギリス代表に選ばれる。
そして2021年、東京2020パラオリンピック競技大会イギリス代表の共同主将に就任、金メダル獲得。